# Gobiodon erythrospilus
Gobiodon erythrospilus là một loài cá biển thuộc chi Gobiodon trong họ Cá bống trắng. Loài này được mô tả lần đầu tiên vào năm 1875.

## Từ nguyên
Từ định danh erythrospilus được ghép bởi hai âm tiết trong tiếng Hy Lạp cổ đại: eruthrós (ερυθρός; "đỏ") và spílos (σπίλος; "đốm"), hàm ý đề cập đến các sọc đốm màu đỏ thắm nổi bật trên cơ thể loài cá này.

## Phân bố và môi trường sống
Mãi đến năm 2013, G. erythrospilus mới được công nhận là một loài hợp lệ sau một thời gian dài được xem là đồng nghĩa của Gobiodon histrio. Do sự xác định lẫn lộn giữa hai loài trước đây, nên G. erythrospilus chỉ được ghi nhận chắc chắn tại quần đảo Cocos (Keeling) và Indonesia (nơi đầu tiên mà P. Bleeker thu thập G. erythrospilus), sau đó là những địa điểm bao gồm quần đảo Ryukyu (Nhật Bản), cụm đảo Pohnpei (Liên bang Micronesia), Papua New Guinea, ngoài khơi bờ đông và bắc Úc.
Theo như ghi nhận của Munday và cộng sự (1999), G. erythrospilus gần như luôn sống cộng sinh cùng với san hô Acropora nasuta tại vùng biển Papua New Guinea và rạn san hô Great Barrier, nhưng cũng có thể thấy chúng trên Acropora millepora, Acropora valida, đôi khi là Acropora tenuis. San hô Acropora đang bị tẩy trắng trên Thái Bình Dương do ảnh hưởng nghiêm trọng từ sự kiện dao động phương Nam, cũng như acid hóa đại dương. Cá bống Gobiodon không thể sống trên những cụm san hô bị tẩy trắng hoặc phủ đầy tảo, do đó G. erythrospilus được xếp vào nhóm Loài sắp nguy cấp theo Sách đỏ IUCN.

## Mô tả
Chiều dài lớn nhất được ghi nhận ở G. erythrospilus là 3,5 cm. Loài này có màu vàng lục hoặc xanh da trời với 3–8 hàng đốm đỏ tươi trên thân. Đầu của G. erythrospilus thường có 5 sọc dọc màu đỏ, sọc cuối cùng luôn băng qua gốc vây ngực.
So với loài G. histrio có kiểu hình tương đồng, các vệt đỏ trên đầu của G. erythrospilus luôn ngắn hơn, không vượt lên quá tầm mắt như G. histrio, và cũng không có đốm đen trên nắp mang như G. histrio. Gobiodon aoyagii, cũng có kiểu hình gần giống với hai loài trên, nhưng dễ dàng phân biệt bởi có 2 đốm tròn màu đỏ trên gốc vây ngực (so với sọc thẳng ở G. erythrospilus và G. histrio), nhiều đốm đỏ dưới đầu (không có ở hai loài kia), và không có sọc lưỡi liềm màu đỏ dọc quanh gốc tia vây ngực (có ở hai loài kia).
Số gai vây lưng: 7; Số tia vây lưng: 10–11; Số gai vây hậu môn: 1; Số tia vây hậu môn: 8–9; Số tia vây ngực: 18–21; Số gai vây bụng: 1; Số tia vây bụng: 5.